# Brooke Young
Brooke Young är en amerikansk skådespelare som under 1970-talet medverkade i pornografiska filmer. Tillsammans med Taylor Young är  hon med i exempelvis Sweet Cakes (1976) och Teenage Twins (1976).

## Filmografi
- 1976 - Fotografens heta modeller
- 1976 - Thunderbuns
- 1976 - Teenage Twins
- 1977 - Hot Cookies
- 1977 - Cherry Hustlers
- 1978 - Double Your Pleasure